# Gittai István
Gittai István, családi nevén Szilágyi (Tóti, 1946. december 31. – Budapest, 2020. augusztus 6.) József Attila-díjas erdélyi magyar költő, író, újságíró.

## Életútja
Középiskolát Margittán (1964), építészeti technikumot Nagyváradon végzett (1969). Tervező Zilahon, 1971-től Nagyváradon. 1990–91-ben a Kelet-Nyugat hetilap szerkesztője, 1991-től a Bihari Napló munkatársa. 1993–1995 között Magyarországon élt, majd visszatért Nagyváradra, ahol ismét a Bihari Napló, majd 2002-től a Váradnak is munkatársa.
2016-ban megkapta a Magyar Érdemrend lovagkeresztjét, 2018-ban József Attila-díjban részesült.
Először a Fáklya, majd az Ifjúmunkás, Utunk, Igaz Szó, Korunk, Bihari Napló, Brassói Lapok és a Familia közölte verseit. Szerepel a Varázslataink (Kolozsvár, 1974), Hangrobbanás (Temesvár, 1975), Végtelen mondat (1977) és Tineri poeţi maghiari din România (Kolozsvár, 1979) című antológiákban.
Forrás-kötete a Megmentett visszhang (1975). Szikár, szűkszavú versei főleg a magányosság érzetének kifejezésében hitelesek. További köteteiben (Szeszélyes galopp. Temesvár, 1978; Folyosók és tünetek. 1979) kihagyásos versszerkezetei nagyobb kompozíciós egységekbe rendeződnek. Mindinkább az elérhetetlen teljesség szószólója:  „a hiány költőjeként” (Mózes Attila) mutatkozik be. További kötete (Mozgóképek egy idegháborúból. 1982) egy növekvő „idegfeszültség nem annyira feloldása, hanem inkább állandó vibrálása” (Márki Zoltán).
A gyermekember ártatlanságával és jóhiszeműségével megáldott Gittai István esetében már az is költészet, ahogyan él. Ahogyan széles öleléssel, határtalan életimádattal és mélységes alázattal a környezetéhez, a természethez, az embertársaihoz és önmagához viszonyul. Ahogyan szereti, óvja és teremti az életben a szépet, a jót, az embernek valót. Gittai fokozottan természet– és valóságközeli beállítottsága, a dolgokhoz, jelenségekhez közel hajoló természete, egyenes szókimondása, törhetetlen derűje, időtlen bölcsessége és csillámló játékossága önmagában is költemény. (Ködöböcz Gábor: Újabb ecsetvonások Gittai István portréjához Archiválva 2018. március 14-i dátummal a Wayback Machine-ben)
1993 és 1995 között Magyarországon élt, majd visszatért Nagyváradra, utolsó éveiben Csepelen élt.

## Kötetei
- Megmentett visszhang. Versek; Kriterion, Bukarest, 1975 (Forrás)
- Szeszélyes galopp. Versek; Facla, Temesvár, 1978
- Folyosók és tünetek. Versek; Kriterion, Bukarest, 1979
- Mozgóképek egy idegháborúból. Versek; Kriterion, Bukarest, 1982
- Megbillennek a muzsikások. Versek; Kriterion, Bukarest, 1986
- Mennyi, mennyi levegőre. Versek; Kriterion, Bukarest, 1990. 98 p.
- Mozdulatok a ruhatárból. Válogatott és új versek 1974–1992; Széphalom Könyvműhely, Budapest, 1992. 94. p.
- Kötéltolás, 1990–1993. Araszosak; Pesti Szalon–Kriterion, Budapest–Bukarest 1994. 122 p. (karcolatok)
- Ó, gesztenyék. Araszosak; Bihari Napló, Nagyvárad, 1996. 143 p. (rövid írások)
- Határaimat keresem. Beszélgetések váradi képzőművészekkel; Bihari Napló, Nagyvárad, 1999. 134 p. ill.
- Gesztusok majálisa. Válogatott és új írások; Palatinus, Budapest, 2000
- Bimbóbabona, delejdalaj. Versek; Nagyváradi Ady Társaság, Budapest, 2003
- Bohémvirág. Araszosak; (elbeszélések); Europrint, Budapest, 2004. 173 p.
- Emlékbe forduló idő, Nagyváradi Ady Társaság Kiadója, , Nagyvárad, 2005
- Őszliget. Szertelen versnapló; Nagyvárad : Várad folyóirat, 2009. 102 p.
- Sóhajobeliszk. Új versek; Hét Krajcár, Budapest, 2010. 126 p.
- Utu rea. Válogatott versek 1-2.; Várad-Riport, Nagyvárad, 2012
- Csordultig lebegéssel - válogatott araszosak; Várad-Riport, Nagyvárad, 2013
- Létesszencia; Várad–HKE, Nagyvárad, 2016

## Szerkesztés
- Péntek esti szabadságunk (A nagyváradi Ady Endre Irodalmi Kör húsz éve), Sall László és Molnár János interjúinak, valamint eredeti visszaemlékezések felhasználásával összeáll. és szerk. Gittai István és Szűcs László.  Bihari Napló Kiadó, Nagyvárad, 1998. 222 oldal.

## Társasági tagság
- A Nagyváradi Ady Endre Irodalmi Kör tagja és elnöke

## Díjai
- A Magyar Érdemrend lovagkeresztje, 2016[7]
- József Attila-díj, 2018[8]